# Pandemie (Film)
Pandemie (Originaltitel: 감기 RR Gamgi, deutsch ‚Grippe‘; internationaler Titel: The Flu) ist ein südkoreanischer Katastrophenfilm aus dem Jahr 2013 des Regisseurs Kim Sung-su. Der Film handelt von einem Ausbruch einer tödlichen Krankheit, der die Metropolregion Seoul ins Chaos stürzt. Im Zuge der weltweiten COVID-19-Pandemie wurde der Film am 6. August 2020 als Virenthriller beworben und kam unter dem Titel Pandemie in die deutschen Kinos.

## Handlung
Ein Mann schleust illegale Einwanderer nach Südkorea und stirbt plötzlich an einer Infektion durch ein unbekanntes Virus. Weitere Menschen in der Region erkranken ebenfalls an dem Erreger und sterben daran. Die Zahl der Infizierten in dem Seongnamer Stadtteil Bundang steigt rapide an; Regierungstruppen versuchen das Gebiet abzuriegeln und es wird eine Quarantänestation eingerichtet, um ein weiteres Ausbrechen der Krankheit zu verhindern. Derweil versuchen die Virenforscherin In-hae und der Rettungshelfer Ji-koo durch eine Blutprobe des ersten Opfers einen Impfstoff zu entwickeln, der das Virus bekämpfen soll. Mit allen Mitteln versucht die Regierung, eine Ausbreitung der Krankheit zu stoppen. Kurz bevor die Situation zu eskalieren droht, werden die Antikörper für das Virus gefunden und die Stadt erholt sich.

## Besetzung und Synchronisation
Die deutsche Synchronisation entstand unter dem Dialogbuch von Jana Lange durch die Synchronfirma The Kitchen Germany GmbH in Karlsruhe.
| Rollenname                        | Schauspieler/in      | Synchronsprecher/in |
| --------------------------------- | -------------------- | ------------------- |
| Kim In-hae                        | Su Ae                | Soraya Mezher       |
| Kang Ji-koo                       | Jang Hyuk            | Daniel Kozian       |
| Kim Mi-reu                        | Park Min-ha          | Helena Wieland      |
| Bae Kyung-ub                      | Yoo Hae-jin          | Christian Theil     |
| Jeon Gook-hwan                    | Ma Dong-seok         | Fabian Grimm        |
| Byung-ki                          | Lee Hee-joon         | Martin Behlert      |
| Südkoreanischer Ministerpräsident | Kim Ki-hyeon         | Dirk Emmert         |
| Südkoreanischer Präsident         | Cha In-pyo           | Jonathan Bruckmeier |
| Byung-woo                         | Lee Sang-yeob        | David Meyer         |
| Lehrer Jung                       | Park Hyo-joo         | Vivien Andrée       |
| Chul-gyo                          | Park Jung-min        |                     |
| Monssai                           | Lester Avan Andrada  | Patrick Adjei       |
| Leo Snyder                        | Boris Stout          | Gunnar Schmidt      |
| Dr. Yang                          | Kim Moon-soo         |                     |
| Choi Dong-chi                     | Choi Byung-mo        | Stefan Roschy       |
| Sang-myung                        | Jang Kyoung-yup      |                     |
| Dr. Bill Beckman                  | Andrew William Brand |                     |
| Chan-woo                          | Jo Hwi-joon          |                     |
| Chan-woos Großvater               | Do Yong-goo          |                     |
| Leiter Seuchenzentrum             | Noh Gi-hong          |                     |
| Amerikanischer General            | Wayne W. Clark       |                     |

## Rezeption
Der Film lief am 14. August 2013 in den südkoreanischen Kinos an und erreichte über 3,1 Millionen Kinobesucher. Die Kritiken fielen gemischt aus. Beyond Hollywood meint: „Kim Sung-sus Vorgehen zeigt eine gute Balance zwischen Charakter-Drama, Verschwörung und Spannung und das hilft deutlich, die gefürchteten Tränen und die Hysterie in den Hintergrund zu rücken.“ Rüdiger Suchsland besprach den Film positiv. Der Film sei realistisch und erinnere an die unmittelbare Gegenwart. Der Film verbinde „exzellente Unterhaltung, die Liebe, Humor und Spannung“ und sei populäres Unterhaltungskino: „Lustig, spannend, grotesk, überzeichnet, grell und präzis“. Knut Elstermann bewertete den Film mit 3 von 5 Sternen.

## Trivia
- Der Originaltitel des Films lässt sich mit Grippe übersetzen. Der Film handelt von einem mutierten Stamm des Grippevirus H5N1.[7]
- Durch die weltweite COVID-19-Pandemie erfuhr der Film eine Veröffentlichung im Jahr 2020 in Taiwan[8] und Deutschland[9], sieben Jahre nach der Erstveröffentlichung.
- In Mexiko kreierten Raubkopierer im Zuge der COVID-19-Pandemie ein neues Cover für den Film mit dem Titel Coronavirus. El inicio de la epidemia („Coronavirus – Der Beginn der Epidemie“), was online einige Aufmerksamkeit erreichte. Der wirkliche mexikanische Titel des Films lautet Virus.[10][11]
- In der Beschreibung des deutschen Verleihers zum Film wird Bundang fälschlicherweise als Küstenstadt bezeichnet.[12] Tatsächlich ist Bundang ein Stadtteil von Seongnam, weit von der Küste entfernt und angrenzend an den Seouler Bezirk Gangnam.
- Der deutsche Titel lautet „Pandemie“. Jedoch bezeichnet eine Pandemie einen weltweiten Ausbruch, während der Ausbruch im Film auf ein bis zwei Städte beschränkt ist. Somit handelt es sich in dem Film um eine Epidemie. Der Geschäftsführer der Busch Media Group sagte, man habe sich vom französischen Titel (Pandémie) inspirieren lassen.[13]